# Feuille de soins
En France, une feuille de soins est l'équivalent d'une facture, délivrée par un professionnel de la santé, sur laquelle sont inscrits les actes médicaux réalisés.
Chaque acte médical (NGAP ou CCAM) est caractérisé par un code, un tarif unitaire légal et un coefficient. Un ou plusieurs actes forment une feuille de soins, qui est une facture et permet le remboursement par l'assurance maladie.
Une feuille de soins peut être soit papier, soit électronique.